# Trastträdklättrare
Trastträdklättrare (Dendrocincla turdina) är en fågel i familjen ugnfåglar inom ordningen tättingar.

## Utseende och läte
Trastträdklättraren är en medelstor trädklättrare med kort näbb. Fjäderdräkten är rätt enfärgat rostbrun, mer bjärt på stjärten och strupen beigefärgad. Nordliga fåglar har dock mörkare strupe och är mer roströd i vingar och stjärt. Sången är en minutlång serie med "tschip"-toner.

## Utbredning och systematik
Trastträdklättrare delas upp i två underarter med följande utbredning:
- D. t. taunayi – nordöstra Brasilien (östra Pernambuco och östra Alagoas)
- D. t. turdina – östra Paraguay till sydöstra Brasilien (Bahia) och nordöstra Argentina (Misiones)

## Levnadssätt
Trastträdklättraren hittas i fuktiga skogar. Där ses den i skogens nedre och mellersta skikt där den rör sig rastlöst fram. Den påträffas ofta vid svärmar av vandringsmyror och slår ibland följe med kringvandrande artblandade flockar, men kan också ses enstaka.

## Status och hot
Arten har ett stort utbredningsområde, men tros minska i antal, dock inte tillräckligt kraftigt för att den ska betraktas som hotad. Internationella naturvårdsunionen IUCN listar arten som livskraftig (LC).